# Adele One Night Only
Adele One Night Only (bra: Adele One Night Only; prt: Adele - Uma Noite Única) é um especial de televisão da cantora inglesa Adele. O programa de 88 minutos foi ao ar na CBS, e transmitido simultaneamente na Paramount+, em 14 de novembro de 2021. Conta com performances de canções inéditas de seu quarto álbum de estúdio, 30 (2021), bem como material de seus álbuns anteriores, intercaladas com um entrevista com Oprah Winfrey.
O especial atraiu críticas favoráveis da crítica, que elogiou a voz e as habilidades performáticas de Adele e a escolha do local, o Observatório Griffith, localizado em Los Angeles, Califórnia, nos Estados Unidos. Entretanto, alguns criticaram os segmentos de entrevista. Adele One Night Only tornou-se o especial de entretenimento mais visto nos Estados Unidos, desde Oprah com Meghan e Harry (2021). O especial ganhou cinco prêmios de cinco indicações em que concorria no Primetime Emmy Awards 2022, um prêmio no Directors Guild of America de 2022, e ganhou uma indicação ao Grammy de Melhor Filme Musical no Grammy Awards de 2022.

## Antecedentes
Adele anunciou seu quarto álbum de estúdio, 30, em 13 de outubro de 2021, e confirmou que ele seria lançado em 19 de novembro de 2021. No dia seguinte ao anúncio, "Easy on Me" foi lançada como o primeiro single do álbum. Sobre a perspectiva de fazer uma turnê de divulgação de 30, ela afirmou: "Esse álbum? Não, provavelmente não. Eu adoraria. Na verdade, eu estava desesperada para fazer uma turnê, o que para mim é uma loucura porquê não gosto de fazer turnê. [. ..] Não me parece certo lançar um álbum este ano e depois sair em turnê em 2023.
Em 18 de outubro, Adele anunciou que estrelaria um especial de televisão para a CBS, intitulado Adele One Night Only, o qual seria filmado durante sua apresentação em Los Angeles, Califórnia, nos Estados Unidos, em 14 de novembro, e transmitido ao vivo pela Paramount+. O especial contaria ainda com uma entrevista com Oprah Winfrey, e a estreia de canções inéditas do álbum. Um trailer do especial foi ao ar em 10 de novembro, mostrando ela se apresentando para um público que incluía Lizzo, Dwyane Wade, e Gabrielle Union. Adele descreveu: "Vai parecer muito elegante, então contarei um monte de piadas obscenas e de stand-up. Será uma verdadeira chicotada para eles." Sobre sua decisão de fazer parte do especial, Winfrey afirmou que "ninguém é mais convincente com a verdade do que Adele", e prometeu aos telespectadores uma "noite muito especial".

## Set list
1. "Hello"
2. "Easy on Me"
3. "Skyfall"
4. "I Drink Wine"
5. "Someone like You"
6. "When We Were Young"
7. "Make You Feel My Love"
8. "Hold On"
9. "Rolling in the Deep"
10. "Love Is a Game"

## Transmissão
| País               | Emissora       | Estreia                | Nome                                       | Audiência  | Ref(s)        |
| ------------------ | -------------- | ---------------------- | ------------------------------------------ | ---------- | ------------- |
| Estados Unidos     | CBS            | 14 de novembro de 2021 | Adele One Night Only                       | 11,700.000 | [ 10 ] [ 11 ] |
| Estados Unidos     | Paramount+     | 14 de novembro de 2021 | Adele One Night Only                       | 11,700.000 | [ 10 ] [ 11 ] |
| Canadá             | Global         | 14 de novembro de 2021 | Adele One Night Only                       | 2,004.000  | [ 12 ] [ 13 ] |
| Austrália          | Seven Network  | 21 de novembro de 2021 | Adele One Night Only                       | 747.000    | [ 14 ] [ 15 ] |
| Brasil             | Globoplay      | 21 de novembro de 2021 | Adele One Night Only                       |            | [ 16 ]        |
| China              | KuGou TME Live | 21 de novembro de 2021 | Adele One Night Only                       |            | [ 17 ]        |
| Dinamarca          | TV 2 Charlie   | 21 de novembro de 2021 | Adele Live Fra Los Angeles                 |            | [ 18 ]        |
| Eslováquia         | TV Doma        | 21 de novembro de 2021 | Adele One Night Only                       |            | [ 19 ]        |
| Filipinas          | Discovery+     | 21 de novembro de 2021 | Adele One Night Only                       |            | [ 20 ]        |
| Grécia             | Alpha TV       | 21 de novembro de 2021 | Adele One Night Only                       |            | [ 21 ]        |
| Hong Kong          | Now Studio     | 21 de novembro de 2021 | Adele One Night Only                       |            | [ 22 ]        |
| Indonésia          | Vidio          | 21 de novembro de 2021 | Adele One Night Only                       |            | [ 23 ]        |
| Polônia            | Polsat Box Go  | 21 de novembro de 2021 | Adele One Night Only                       |            | [ 24 ]        |
| Singapura          | meWATCH        | 21 de novembro de 2021 | Adele One Night Only                       |            | [ 25 ]        |
| Vietnã             | Galaxy Play    | 21 de novembro de 2021 | Adele One Night Only                       |            | [ 26 ]        |
| Brasil             | Multishow      | 22 de novembro de 2021 | Adele One Night Only                       |            | [ 27 ]        |
| Nova Zelândia      | TVNZ 2         | 22 de novembro de 2021 | Adele One Night Only                       |            | [ 28 ] [ 29 ] |
| Holanda            | NPO 3 (NTR)    | 23 de novembro de 2021 | Adele One Night Only                       | 797.000    | [ 30 ] [ 31 ] |
| Brasil             | Canal BIS      | 25 de novembro de 2021 | Adele One Night Only                       |            | [ 27 ]        |
| Mexico             | Canal 5        | 26 de novembro de 2021 | Adele One Night Only                       |            | [ 32 ]        |
| Noruega            | NRK1           | 26 de novembro de 2021 | En Kveld Med Adele                         |            | [ 33 ]        |
| Bélgica · Flanders | Eén            | 27 de novembro de 2021 | Adele - One Night Only met Oprah Winfrey   |            | [ 34 ]        |
| Espanha            | La 1           | 27 de novembro de 2021 | Una Noche con Adele                        | 738.000    | [ 35 ] [ 36 ] |
| Suíça              | SRF zwei       | 28 de novembro 2021    | Adele One Night Only                       | 20.000     | [ 37 ] [ 38 ] |
| Coreia do Sul      | Wavve          | 30 fr novembro de 2021 | 원데이 위드 아델                           |            | [ 39 ]        |
| Coreia do Sul      | MBC TV         | 30 fr novembro de 2021 | 원데이 위드 아델                           |            | [ 40 ]        |
| Bélgica · Valônia  | Tipik          | 3 de dezembro de 2021  |                                            |            | [ 41 ]        |
| França             | TMC            | 3 de dezembro de 2021  | One Night with Adele: Le Concert Événement | 568.000    | [ 42 ] [ 43 ] |
| Mônaco             | TMC            | 3 de dezembro de 2021  | One Night with Adele: Le Concert Événement |            | [ 42 ] [ 43 ] |
| Alemanha           | Das Erste      | 4 de dezembro de 2021  | Ein Abend mit Adele                        |            | [ 44 ]        |
| Filipinas          | Myx            | 4 de dezembro de 2021  |                                            |            | [ 45 ]        |
| Hungria            | RTL Klub       | 4 de dezembro de 2021  | Adele - Az Interjú                         | 140.387    | [ 46 ]        |
| Portugal           | RTP2           | 18 de dezembro de 2021 | Adele - Uma Noite Única                    |            | [ 47 ]        |
| Rússia             | Channel One    | 18 de dezembro de 2021 | Вечер с Адель                              |            | [ 48 ]        |
| Índia              | Sony Liv       | 24 de dezembro de 2021 |                                            |            | [ 49 ]        |
| Ilhas Faroé        | KvF            | 6 de agosto de 2022    | Adele Live úr Los Angeles                  |            | [ 50 ]        |